# Busseola hirsuta
Busseola hirsuta är en fjärilsart som beskrevs av Charles Boursin 1954. Busseola hirsuta ingår i släktet Busseola och familjen nattflyn. Inga underarter finns listade i Catalogue of Life.